# 胡儒
胡儒（？—？），字叔醇，浙江紹興府會稽縣人，軍籍，明朝政治人物。

## 生平
嘉靖二十五年（1546年）丙午科浙江鄉試第四十八名舉人。嘉靖三十八年（1559年）中式己未科會試第二百五十四名，三甲第二百一十三名進士。

## 家族
曾祖胡季舟，監察御史；祖父胡泰；父胡忠，母林氏。严侍下。弟价、仕。